# ジャッカス
『ジャッカス』（jackass）は、2000年から2002年にかけてアメリカのケーブルテレビ・チャンネル、MTVによって放送されたテレビ番組である。
「jackass」には馬鹿・まぬけという意味がある。シンボルマークは海賊旗を模したドクロと、骨に代わって交差する松葉杖。
2018年12月現在、日本ではインターネット放送局AbemaTV内のMTV Hit'sチャンネルにおいて不定期だがリピート放送されている。

## 概要
子供のイタズラレベルのことをいい大人が敢えてやるという内容で、街頭でのロケも多いため、一般人をターゲットとしたドッキリ番組の要素もある。
街中の噴水でカヤックに乗る、スケートボードやBMXでのアクションというような比較的普通の内容から、屎尿処理場の処理槽にダイブする、ショットガン（暴徒鎮圧用の非致死性ゴム弾）で撃たれてみるといった自らの身体の危険を顧みないスタントなど、非常に過激な内容まで含まれる。街頭ロケでは警察の事情聴取を受けたことも一度や二度ではない。
企画は、数秒や1分以内という一発ネタから、シリーズ化されたものまで様々である。
撮影は基本的にハンディビデオカメラによるものであり、画質は良くはない。
本国アメリカにおいては、人気の過熱につれて真似をする大人や未成年者が増え、実際に死亡した事例もあったために、社会問題にまで発展した。そのため、冒頭には警告文が必ず数秒間流れる。日本放送分のものは「警告：番組内で危ない事をやっているのは、スタントマンかただのバカです。よい子やクソガキ、または精神年齢の若い大人のみなさんは絶対に真似をしないでくださいね」（原文ママ）とのMTVジャパンの意訳が為されている。

## 劇場版
劇場版第1作『ジャッカス・ザ・ムービー』は2002年10月25日に米国で公開。日本では2004年11月18日に公開された（パラマウント映画配給）。しかしながら、日本のロケ映像が含まれているため、日本における肖像権の問題からロケ映像の大部分がカットされている。そのため日本上映版は、米国版DVDに特典映像]として収録されていた未公開シーンを追加・再編集した「日本特別版」として公開され、2002年のゴールデンラズベリー賞の「最優秀（!）頭からっぽティーン向け作品賞」に選定された。
劇場版第2作「jackass number two」（邦題、原題ともに同じ）は、2006年製作。「number two」はアメリカ上映版と同じ内容で公開されている。ちなみに「number two」には「大便」といった意味もあり、映画版日本公式サイトではこの点も含めて言及している。
日本で劇場公開された「number two」には無修正の男性器露出シーンが含まれている。
劇場版「THE MOVIE」・「number two」の2作とも、映倫によってR-18指定されており、18歳未満の視聴は認められない。
劇場版第3作「en:jackass 3D」の製作が2009年12月に正式発表され、2010年1月25日から撮影開始されたことが、パラマウント並びにMTVフィルムよりプレスリリースとして発表された。米国では2010年10月15日から公開され、オープニング興行収入歴代1位（10月公開の映画で）を達成。日本では当初2011年3月26日に公開予定だったが、東日本大震災の影響により公開延期。同年5月6日に変更して3Dで公開された。
劇場版第4作『ジャッカス/クソジジイのアメリカ横断チン道中』（Jackass Presents: Bad Grandpa,バッド・グランパ）は、2013年10月25日に米国で公開（日本では2014年3月29日公開）。主演はノックスビルと子役のジャクソン・ニコル。製作はMTVフィルムズとディックハウス・プロダクションズ、配給はパラマウント映画。第86回アカデミー賞ではメイクアップ&ヘアスタイリング賞にノミネートされた。
劇場版第5作『ジャッカス FOREVER』は、2022年2月4日に米国で公開された。日本ではシリーズで初めて劇場公開されず、同年4月27日に配信された。

## 番組製作に至る経緯
皮肉・反社会的色彩の濃いスケートボード雑誌『Big Brother』のエディター、ジェフ・トレメインは、この雑誌の記事をさらにバカバカしくしたテレビ番組を作れば面白いだろうと発言していた。その矢先、「護身グッズ検証」と題された、局部にスタンガンの一撃を加える、という内容のビデオが投稿されたことをきっかけに企画がスタートする。そして、企画「jackass」シリーズの製作総指揮を務めることとなるのが、ビデオの投稿者その人、ジョニー・ノックスビルである。
企画スタートから放送にいたるまでの間、エンターテイメント界にあまり縁がなかったトレメインは、高校時代の先輩に当たる映画監督スパイク・ジョーンズに相談を持ち掛ける。その縁から、ジョーンズはシリーズの総監督を担当することとなる。2000年3月、MTVからパイロット版製作のオファーを受け、5月に完成したパイロット版の評価が好意的だったことから、テレビ放映が決定したとの事。

## キャスト
企画責任者がスケートボード雑誌の編集者であるがゆえか、キャストの大部分はスケートボード経験者。バム・マージェラやウィーマン（ジェイソン・アキュナ）は高名なプロスケートボーダーである。
バムの両親であるフィルとエイプリルの二人はしばしばバムの過激なイタズラの被害に遭うが、基本的に親子関係は良好。「THE MOVIE」のスポットCMは、親子三人で共演している。

### メインキャスト
- ジョニー・ノックスビル（Johnny Knoxville）
- バム・マージェラ（Bam Margera）
- ライアン・ダン（en:Ryan Dunn） - 2011年6月20日、自動車事故で34歳で死去。
- スティーヴォー（Steve-O）
- クリス・ポンティアス（en:Chris Pontius）
- プレストン・レイシー（en:Preston Lacy）
- ウィーマン（ジェイソン・アキュナ）（Wee-Man, Jason Acuña）
- デイヴ・イングランド（en:Dave England）
- エレン・マクーギー（en:Ehren McGhehey）

### ゲスト出演
- トニー・ホーク
- マット・ホフマン
- ブラッド・ピット
- シャキール・オニール
- 熊谷直子

## DVD
テレビシリーズVol.1 - 3、THE MOVIE日本特別版、number two、3D のDVDがパラマウント・エンタテインメント・ジャパンから発売されている。
その他は、ワーニングボックス、コレクターズボックス、 THE MOVIE 特別コメンタリー版がプレスされている。
- ワーニングボックス
Vol.2／Vol.3に加え、映画 THE MOVIE のDVDが付属するが、特典映像などは無い（当初Vol.1は発売されなかったため、このセットには含まれていない）。
- コレクターズボックス
第1弾と、新たに未発表エピソードが追加された第2弾、第3弾を収録した4枚組コレクターズセット。

Vol.2と3のそれぞれに未公開映像が追加され、ボーナスディスクとブックレットが同封されているが、映画版のDVDは付属していない（Vol.1は製品版と同じ内容）。ボーナスディスクには、ジャッカスメンバーのお宅訪問映像（en:MTV Cribs）の他、2001年のガムボール3000参加時の映像（ジョニー・クリス・スティーヴォーが参加）や映画俳優ブラッド・ピットが参加したシーンなどが収録されている。
- コレクターズTセット

コレクターズボックスの内容に加え、番組ロゴTシャツが特典として付属。
- THE MOVIE 特別コメンタリー版
吉本興業所属芸人によるコメンタリー映像を追加。通常版DVDより若干価格が安くなっている。